# تاإيشي تسونادإ
تاإيشي تسونادإ (باليابانية: 綱田 大志) (5 أبريل 1984 في ناغاساكي في اليابان – )؛ هو لاعب كرة قدم ياباني سابق كان يلعب كلاعب وسط.

## وصلات خارجية
- تاإيشي تسونادإ على موقع رابطة كرة القدم اليابانية للمحترفين (اليابانية)
- تاإيشي تسونادإ على موقع قاعدة بيانات كرة القدم.إي يو (الإنجليزية)
- تاإيشي تسونادإ على موقع Soccerway.com (الإنجليزية)
- تاإيشي تسونادإ على موقع عالم كرة القدم.نت (الإنجليزية)